# 가스가역 (후쿠오카현)
가스가역(일본어: 春日駅)은 일본 후쿠오카현 가스가시에 있는, 규슈 여객철도 가고시마 본선의 역이다. 평소는 보통열차가 정차하지만, 가스가 안돈 축제 개최시에는 쾌속 열차도 임시 정차한다.

## 역 주변 및 승강장
상대식 승강장 2면 2선과 선상 역사의 설비를 가지는 지상역이다. 상행 승강장의 가고시마 쪽에 데드 섹션이 존재한다. 직영역으로, 발권 창구가 설치되어 있다.
| 1 | ■ 가고시마 본선 | (하행) | 후쓰카이치 · 구루메 · 오무타 방면 |
| 2 | ■ 가고시마 본선 | (상행) | 하카타 · 아카마 · 고쿠라 방면     |

## 역 주변
가스가 시의 북동부에 있다. 역부터 가스가 시청까지 250m 정도의 거리로, 역 주변에는 주택이 많이 세워, 클로버 플라자나 가스가 공원 등의 공공시설이 있지만, 상업 시설은 500m 정도 떨어져 서일본 철도 가스가바루역 주변 지역에 많이 입지하고 있다. 후쿠오카 현도 56호선 후쿠오카 사와라오노조 선이 선로를 빠져나가는 형태로 입체교차하고 있다. 역 출입구는 이 현도 56호선으로 직결하고 있다.
- 클로버 플라자
- 가스가 시청
- 일본 항공자위대 가스가 묘지
- 가스가 공원
- 가스와바루 역

## 역사
- 1989년 3월 11일 : 개업. 당초는 무인역이었다.
- 2003년 3월 15일 : 역사 개축 공사로 선상역화, 동시에 다목적 화장실 · 엘리베이터 설치에 의해 배리어프리화.
- 2009년 3월 1일 : IC카드 SUGOCA의 사용 개시.

## 인접 역
| 가고시마 본선               | 가고시마 본선 | 가고시마 본선        |
| --------------------------- | ------------- | -------------------- |
| 미나미후쿠오카 모지 항 방면 | ■ 보통        | 오노조 가고시마 방면 |